# 高美野生動物保護區
高美野生動物保護區是臺灣西部海岸一處生態保護區，位於臺中市清水區西側，包括大甲溪出海口，綜合淡水注水與潮汐交替所構成的海岸溼地。其前身為高美海水浴場，自從臺中港北岸沙堤築起後，大甲溪挾帶泥沙淤積成漂飛砂地帶，成為現今所見「高美濕地」。在保護區南北兩處有清水大排與大甲溪注入淡水，並以雲林莞草、大安水蓑衣兩種瀕危植物生長最受關注。

## 歷史

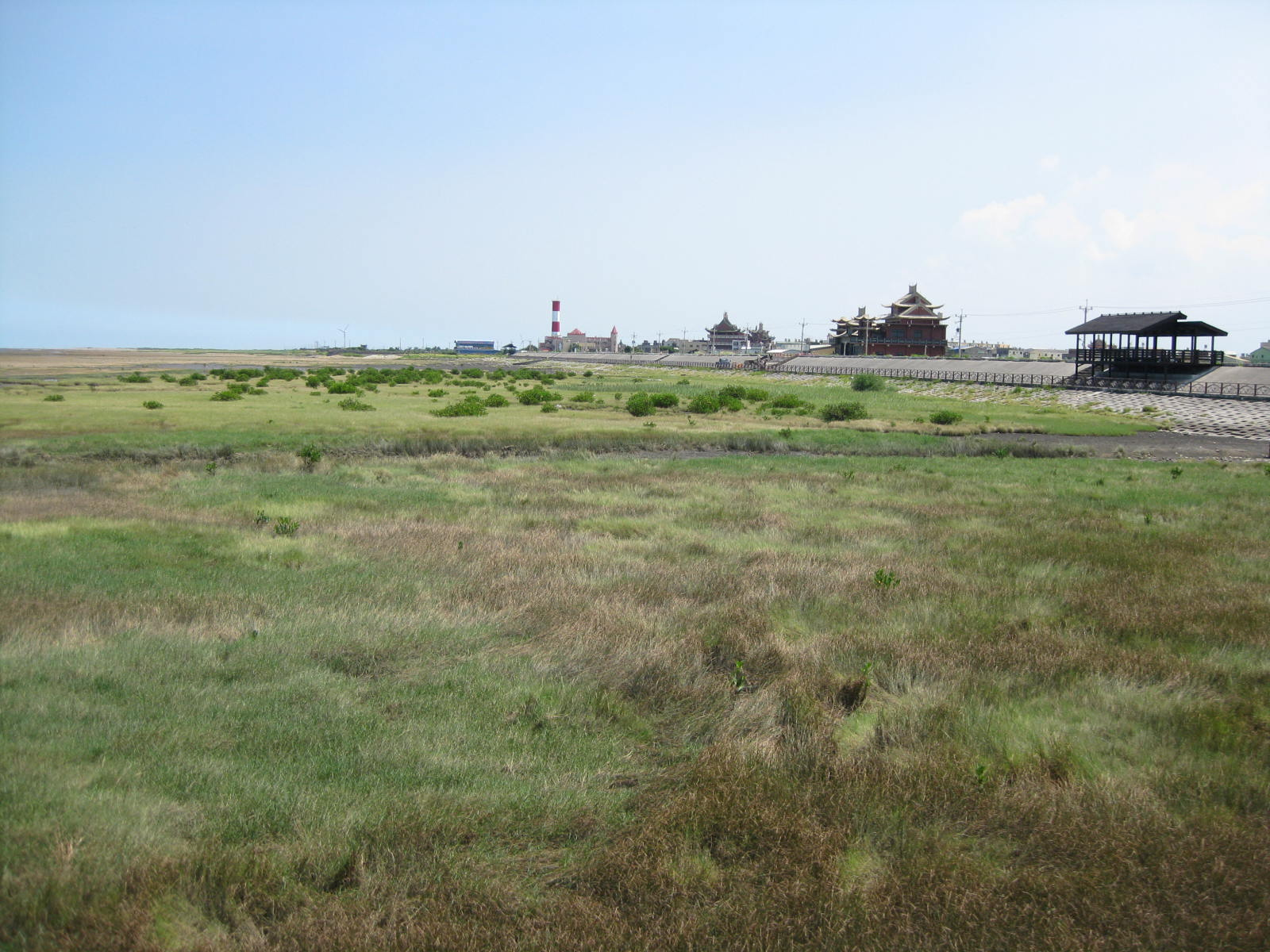
高美溼地核心區長滿雲林莞草

台灣日治時期的1932年，清水街役場管理的高美海水浴場對外開放。國民政府遷臺之後，此處海水浴場仍持續經營，後來因臺中港的興建，高美海水浴場逐漸淤塞，自臺中港務局開始在臺中港北方築起沙堤（即北岸沙堤）後，突堤效應使得浴場泥沙淤積，遂成為高美溼地，即臺中港港務局所謂「漂飛砂整治區」，在面臨遊客數量稀少下，高美海水浴場終於在1976年關閉。
1995年，海渡發電廠的投資者計劃在臺中港第二電力專業區設廠，當地居民獲知後，由於居民們認為當地的公害污染是臺中火力發電廠引起，因此對於海渡發電廠的設立是群起反對，臺中縣政府準備在高美溼地劃設生態保護區，居民們也才這時瞭解到生態溼地的重要。海渡發電廠雖然在2000年3月2日動工，經歷五年後，放棄承租的土地設廠。由於部分居民是仰賴捕撈魚苗為生計，臺中縣政府透過座談方式，與居民們說明管制事項，可在不違反管制下進行漁業行為，最後居民才認同設立生態保護區。經由農委會核准將劃設「高美野生動物保護區」，之後臺中縣政府於2004年9月29日公告成立。2007年12月19日，內政部營建署將高美溼地列為國家級溼地。
高美溼地美麗的夕陽景色，使遊客日益趨多，汙染溼地的問題也日益嚴重。2011年後，臺中市政府開始逐一管制遊客進入此區域。2014年6月7日，在高美溼地解說半島前設置棲地棧道供遊客進入，較不易破壞招潮蟹、雲林莞草、大安水蓑衣棲地的離岸區域，總計長度691公尺，使遊客能親近生態又降低破壞溼地環境；同年9月27日交通部航港局將溼地旁的高美燈塔重新翻修後開放參觀；2018年7月22日高美溼地遊客中心與停車場啟用，開往溼地的公車均集中於此靠站。

## 地理
高美野生動物保護區位置介於大甲溪與台中港之間，其行政區劃跨越高北、高西、高南三里，皆轄屬清水區。範圍是由北沿著西濱快速公路劃界，經番仔寮海堤、高美一號海堤、高美二號海堤為東界，向西延伸至平均低潮線止，北界以大安區南埔海堤開始往南劃入，囊括整個大甲溪出海口、高美溼地，南至臺中港北岸沙堤為止，面積共計701.3公頃。其中，以高美海堤一帶的泥灘地是最受大眾關注的高美溼地，面積約300餘公頃，僅大肚溪口溼地的十分之一。目前高美野生動物保護區由臺中市政府農業局管理。

## 生態
東海大學林惠真教授花費1年調查高美溼地的生態：蟹類7科25種，貝類7科8種，魚類3科6種，鳥類34科104種，植物27科105種。另外，內政部營建署在《國家重要溼地》有不同的數據統計，高美溼地目前有記錄的鳥種共34科135種，其中保育鳥類有9種，蟹類有7科30種。

### 植物

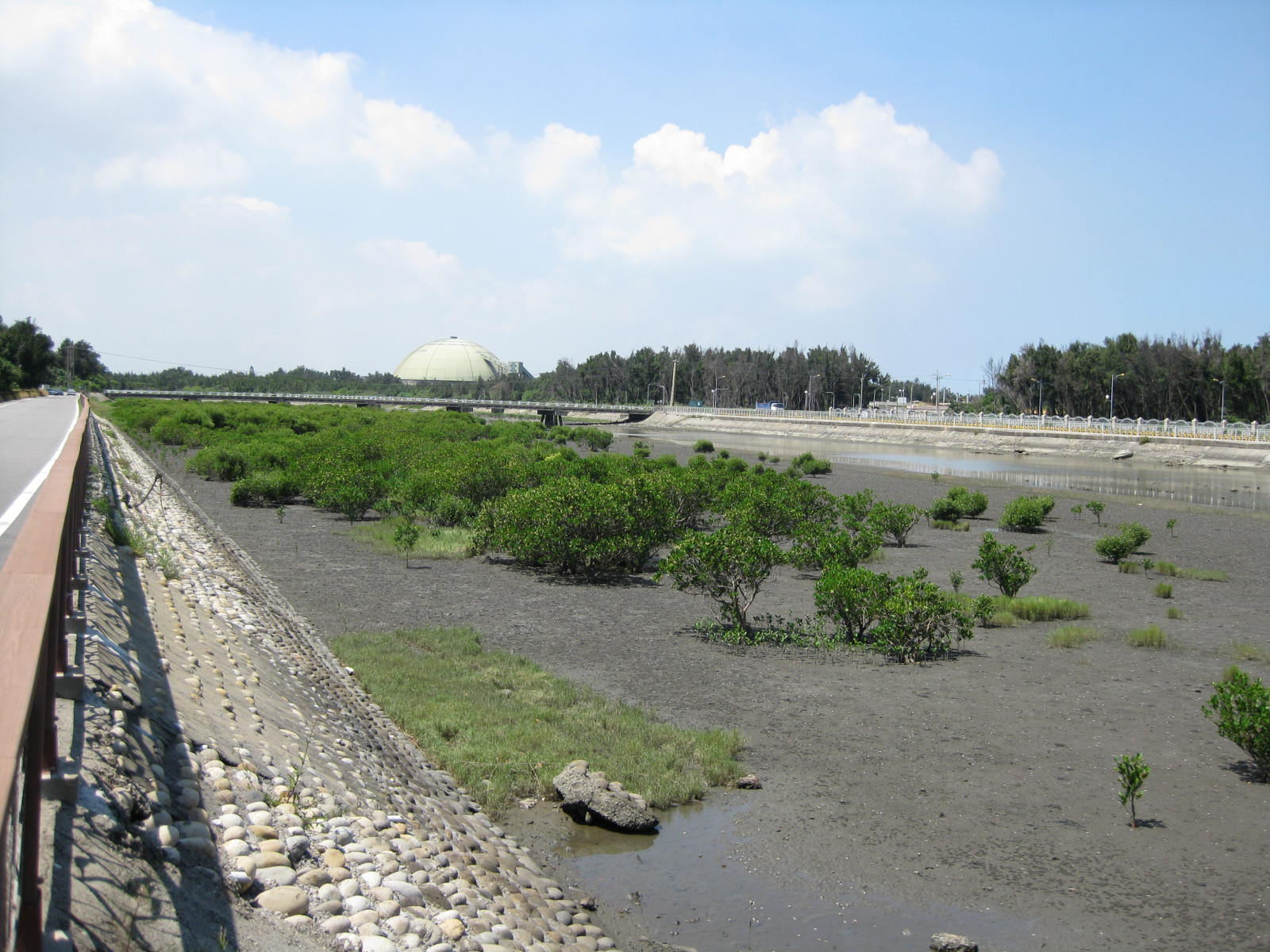
生長於清水大排的紅樹林。

調查期間，林惠真教授發現水筆仔落入在雲林莞草生長地帶，水筆仔是原本沒有生長在高美溼地，但人為刻意栽植下，從高美溼地周遭的潮溪內，逐漸向外散布，導致雲林莞草生存空間受到水筆仔衝擊，僅保留清水大排尚存一整片水筆仔供教學之用。
高美溼地擁有雲林莞草、大安水蓑衣兩種稀有植物，與臺灣碎米薺、土防己同屬臺灣特有種。截至2000年統計，雲林莞草生長在高美溼地面積有約5公頃，原本大肚溪出海口仍有雲林莞草的分布，被人為墾作魚塭與農地之用後，高美溼地是臺灣中部地區唯一僅存雲林莞草之處。大安水蓑衣在大安與清水兩地有分布，其中在清水就生長於高美海堤內水池旁，被國際自然資源保育聯盟列為瀕危等級，現今是以圍籬保護。
外來種
互花米草因其適應力和侵略性極強的特性使得高美溼地面臨棘手的溼地陸化的危機。原生於北美洲沿海一帶，因其有助於陸化的特性被許多國家引進做為陸化沿海的物種。中國更將沿岸一萬多公里的海岸線廣植互花米草，導致當地生態、經濟面臨極大問題，每年花費上億元的人民幣經費進行研究與移除仍無成效，對海岸溼地生態形成幾近毀滅性的災害。
台灣自-2006年起陸續已於中北部出海口皆可看見護花米草的身影，目前幾乎北面沙灘溼地均已淪陷，高美溼地也是其中的受害名單之一。

### 動物
據《臺灣重要野鳥棲地手冊》記錄，高美溼地有唐白鷺、澤鵟、魚鷹、彩鷸、燕鴴、小燕鷗、蒼燕鷗等7種為稀有鳥種，以及黑面琵鷺是屬瀕危鳥種，燕鴴、紅尾伯勞、喜鵲等鳥種則應予保育。其它尚有東方環頸鴴、赤頸鴨、黃足鷸、黑尾鷸、翻石鷸、黃頭燕等鳥種。
由於雲林莞草在潮溪注入之處與接近海堤的泥灘地大量繁殖生長，吸收了來自周遭排水溝挾帶營養鹽的污水，不僅淨化水質，提供底棲生物所需的有機物質，如：活躍於有淡水注入泥灘地的彈塗魚，以及大量和尚蟹在深具鹽份的潮間帶上行軍，也吸引魚群前來，造就冬候鳥與夏候鳥的棲息環境，但也是當地漁民倚重的生計，因此保護區的管制僅開放漁民進出。每年約有100~200隻黑嘴鷗在此度冬，和北港溪口共列為臺灣黑嘴鷗最多的棲息地。
沿高美海堤往北而去，可見溼地景觀逐漸變化，由泥灘地是以雲林莞草為主的植物社會換成以白茅與開卡蘆為大宗，分布在礫石滿佈的土堆與廢土區上，一直到大甲溪出海口仍可見，在靠近潮間帶的礫石區，則是藤壺喜好生長的地方，幾乎有被浸溼的石頭都會有藤壺。

## 注意事項

### 擅闖管制區

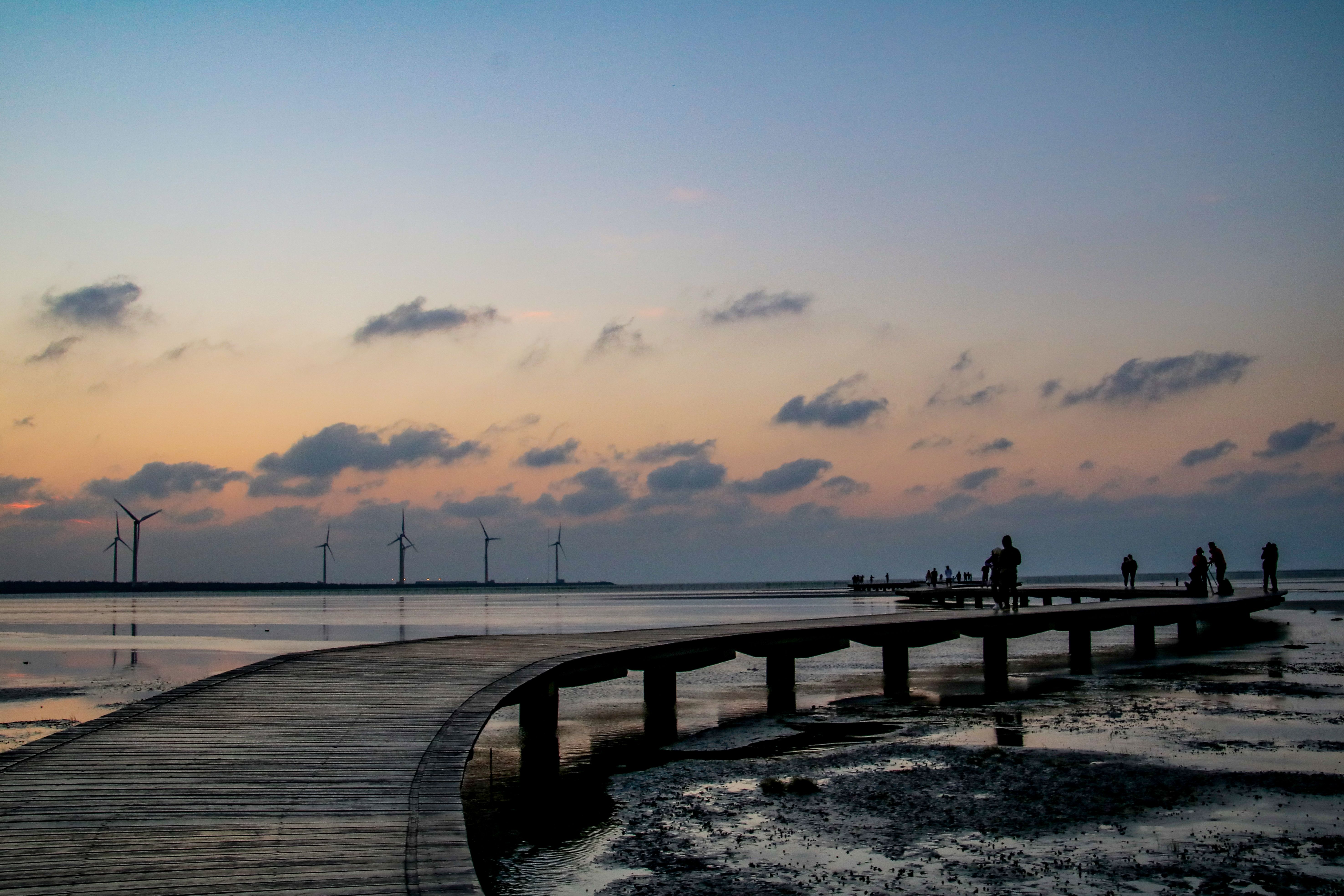
高美野生動物保護區的步道

高美野生動物保護區分區管制，台中市政府在溼地出入口及解說亭皆設置告示牌。民眾擅闖管制區，依規定可處新台幣5萬元以上到25萬元以下罰鍰。

### 交通
主要道路有海口南路（連接西濱快速公路）、護岸路（往大甲溪口，路寬較小）、高美路（連接西濱快速公路，路寬較小）。公有停車場為有高美溼地遊客中心，堤岸邊的高美路亦有許多私營停車場。
大眾運輸有臺中市公車：111路、178路、179路、309路、655路、688路。

## 圖片集

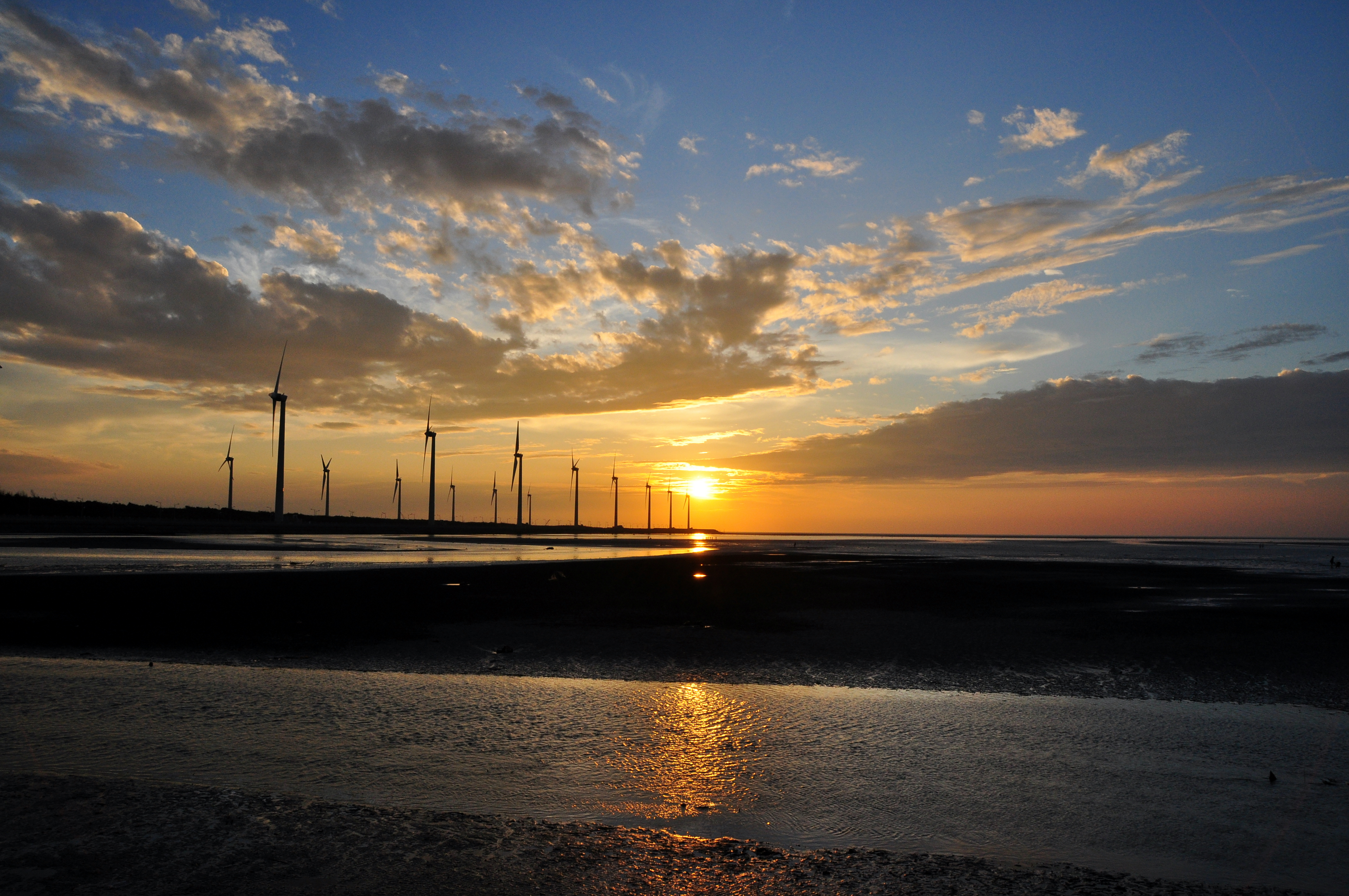
日落時分的高美溼地。
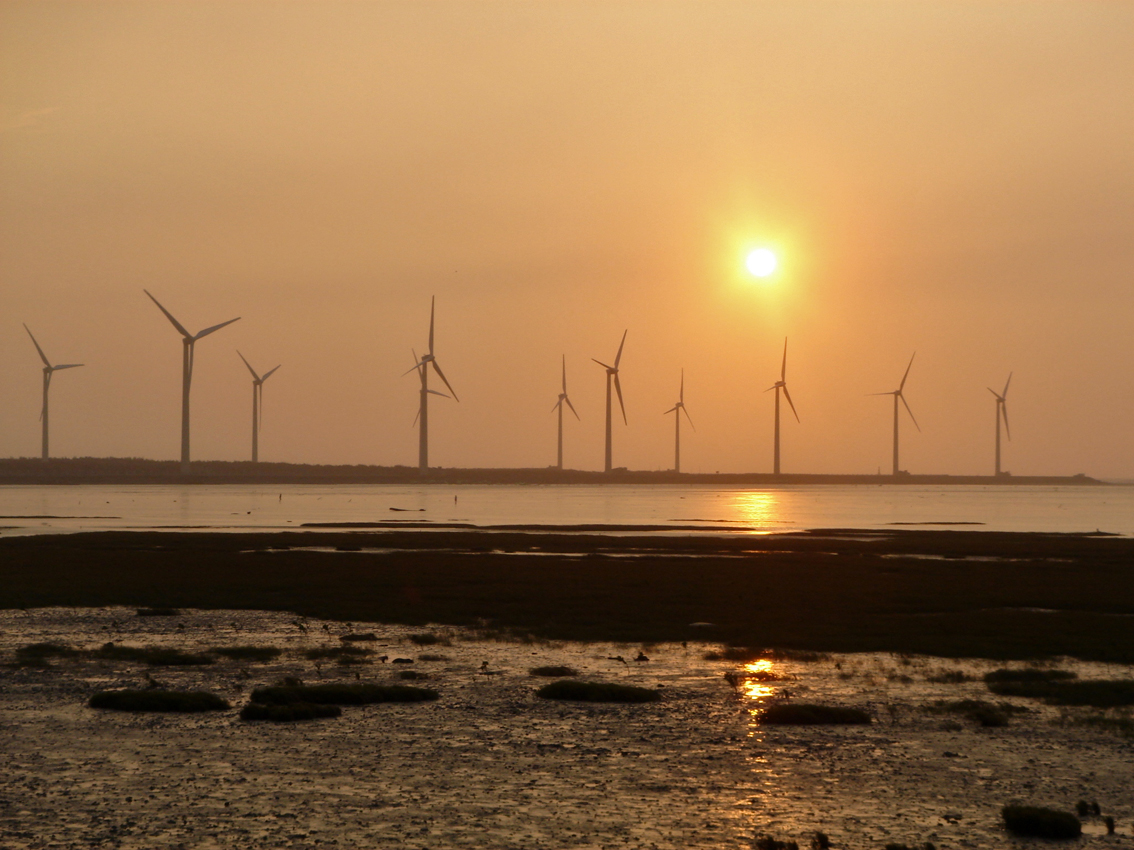
夕陽下的高美溼地風力發電機。
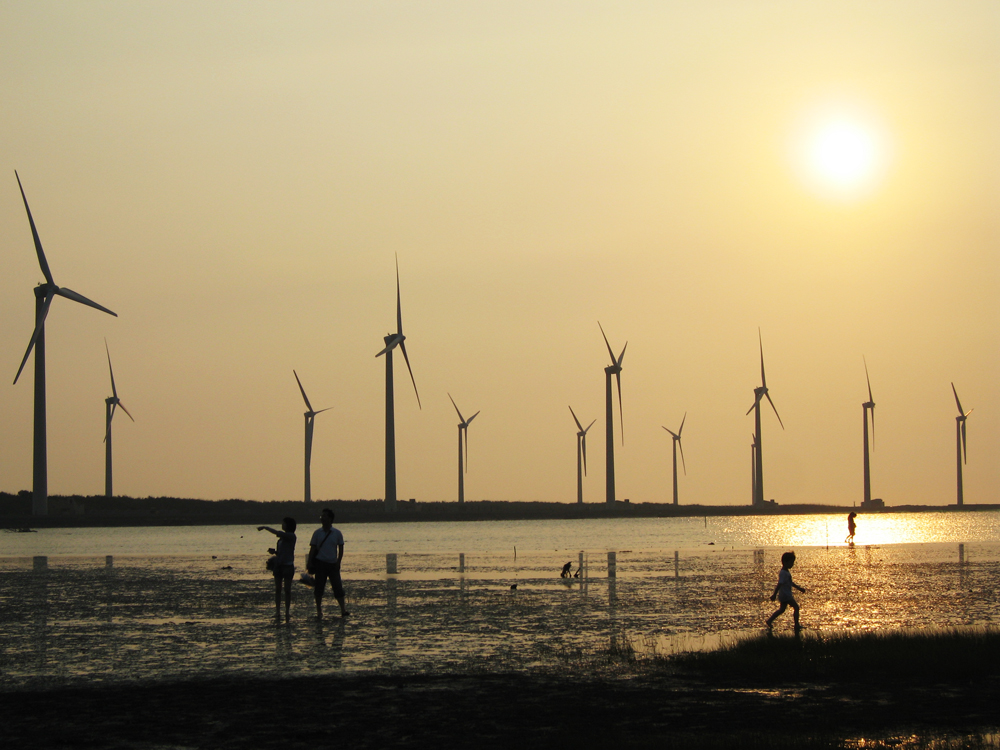
高美溼地
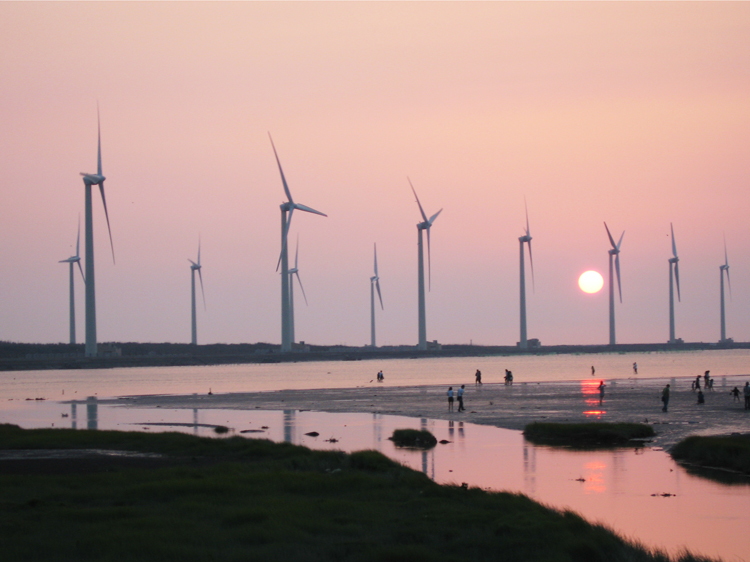
高美溼地與風力發電機

## 取景
AKB48臺灣姐妹團AKB48 Team TP的第三張單曲主打《看見夕陽了嗎？》MV在此處取景。

## 釋
1. ↑  據《臺中縣海渡發電廠開發衝突之政治經濟分析》刊載【表五：臺中縣居民公害整理表】有清楚地記載。
2. ↑  據《臺中縣高美溼地遊客遊憩行為規範與其影響因素之研究》記載，海渡電廠動工後，居民仍有持續地抗爭，因此使海渡電廠最後未能建成。
3. ↑  據《影響雲林莞草發芽與生長之環境因子探討》記載，雲林莞草分布地點有6處，其數量多過於大安水蓑衣，最南端棲息地位在濁水溪出海口，如今被高麗菜溼地給代替。
4. ↑  據《自然保育季刊》（第8777777期）刊載【大安水蓑衣】記載，臺中西海岸原本有大安水蓑衣大量分布，如今在人為開墾下，加上物種間競爭，大安水蓑衣數量逐漸稀少，高美溼地有一水池，冬季可見紫紅色盛開花朵的大安水蓑衣。

## 外部連結
- 臺灣大學生物多樣性研究中心. . 自然資源與生態資料庫. 農委會林務局. （原始内容存档于2011-03-18） （中文（臺灣））.
- YouTube上的高美濕地空拍 HD 【台灣，你好！】環島系列.台灣，你好！頻道.2015-07-29
- 高美濕地旅遊網 （页面存档备份，存于）
- 高美濕地_高美野生動物保護區－臺中觀光旅遊網 （页面存档备份，存于）
- 臺中縣高美野生動物重要棲息環境  農委會林務局 （页面存档备份，存于）
- 高美野生動物保護區  農委會林務局 （页面存档备份，存于）
- 國家重要濕地保育計畫：高美濕地 （页面存档备份，存于）
- 高美濕地 親親大自然風車伴日落 公車交通攻略 （页面存档备份，存于）
- 高美濕地-清水區-台中市-台灣旅遊資訊-旅遊導覽|TravelKing旅遊王 （页面存档备份，存于）
- 高美濕地>台中市 （页面存档备份，存于）
- 首頁-高美濕地旅遊網 （页面存档备份，存于）
- 高美濕地 （页面存档备份，存于）